# ヴィクトル・アンドラグ
ヴィクトル・アンドラグ（マレー語: Victor Andrag、1976年3月29日 - ）は、マレーシアの元サッカー選手、現サッカー指導者。元マレーシア代表。現役時代のポジションはDF。

## クラブ歴

### ケダFA以前
ケダ州のベドンという小さい町に生まれた。幼い時は400m走の選手で、ケダ・アンセルFCに加入しサッカー生命を始めた。

### ケダFA
2002年にケダFAに移籍。アクマル・リザル・アハマド・ラクリとモハマド・ファウジ・ナンがクラブを去ると主将を務めた。イェルゲン・エリク・ラーセン監督の下ではサイドバックとしての起用が多かったが、モハマド・アズラーイ・コル・アブドゥッラー監督に代わると守備の要として重用され、その身長と強さを存分に活かした。同クラブに8年在籍した後選手を引退した。

## 代表歴
代表としてはアラン・ハリス監督に2002 タイガーカップの際に招集された。ラオス代表戦とベトナム代表戦に出場したものの、以降の出場は無かった。

## 監督歴
選手引退後の2012年にパハンFAのアシスタントコーチに就任し、クレーチカー・ヤーノーシュ監督の補佐を務めた。その後、選手として長く在籍したケダFAに戻り、ユース年代の監督を務めている。

## タイトル

### クラブ
ケダFA
- マレーシア・スーパーリーグ: 2006-07, 2007–08
- マレーシア・プレミアリーグ: 2002, 2005–06
- ピアラFAマレーシア: 2007, 2008
- マレーシアカップ: 2007, 2008

### 個人
- マレーシアサッカー協会最優秀ディフェンダー賞: 2007-08